# Eta Andromedae
Eta Andromedae este o stea din constelația Andromeda.